# Compass Bank Building (Albuquerque)
El Compass Bank Building (originalmente conocido como National Building) es un edificio de oficinas de gran altura ubicado en 505 Marquette Avenue NW en el centro de Albuquerque, la ciudad más poblada del estado de Nuevo México (Estados Unidos). Fue el edificio más alto de Nuevo México en el momento de su inauguración y siguió siendo el titular de ese título hasta la finalización de las torres de Albuquerque Plaza en 1990, lo que lo convierte en el tercero más alto en la actualidad. Tiene 73 metros de altura y 18 pisos, los seis más bajos de los cuales están ocupados por un estacionamiento. Con las antenas de la azotea incluidas, alcanza una altura de 83 metros.
Se inició la construcción del edificio el 25 de enero de 1965 y se completó en 1966, superando al Bank of the West Tower y convirtiéndose en el edificio más alto de la ciudad. El proyecto fue desarrollado por la Corporación Nacional de Construcción de Tennessee.

## Arquitectura
El edificio fue diseñado por William E. Burk, Jr., quien también diseñó en los Park Plaza Condominiums (1964), el edificio residencial más alto de Nuevo México. El Compass Bank Building tiene doce pisos de espacio para oficinas sobre una base más amplia de seis pisos que incorpora un estacionamiento que ocupa los pisos 2 a 6. Las paredes exteriores de los niveles de estacionamiento son de concreto moldeado con un patrón de rejilla abierta de cuadrifolios estilizados inspirados en la arquitectura morisca. Los pisos superiores tienen ventanas rectangulares empotradas dispuestas en un patrón de cuadrícula simple con bordes biselados. A nivel del suelo, las paredes exteriores son de mampostería maltratada salpicada por estrechas ventanas emparejadas en el lado sur.